# Masfjordens kommun
Masfjordens kommun (norska: Masfjorden kommune) är en kommun i Vestland fylke i västra Norge. Kommunen gränsar i nordväst gentemot Gulens kommun, i nordöst mot Høyangers kommun, i öster mot Modalens kommun och i söder mot Alvers kommun. Centralort är kyrkbyn Masfjordnes.
I kommunen finns tre större orter: Matre, Hosteland (Nordbygda) och Masfjordnes. De flesta av kommunens invånare bor längs Masfjorden. Fjorden kan korsas med färjeförbindelse sträckan Masfjordnes - Duesund.
I Matre, som ligger längst in i fjorden, finns Bjørn Vestmuseet, ett mindre museum till minne av den militära motståndsrörelsens kamp under andra världskriget. I Matre finns också en anläggning för havsforskning samt fiskodlingar. Viktigaste odlingsfisken är laxen.
Tidigare har kommunen tillhört dåvarande Hordaland fylke.

## Administrativ historik
Masfjordens kommun upprättades 1879 genom utbrytning ur Lindås kommun. Kommunen omfattade då större delen av det område den omfattar idag och hade 2 336 invånare vid upprättandet.
Den 1 januari 1964 överfördes ett bebott område (gårdarna Einestrand, Eikebotn och Kikallen med 25 invånare) från Lindås kommun till Masfjordens kommun.

## Tätorter
I Masfjordens kommun finns inga tätorter.

## Socknar
Inom Norska kyrkan motsvaras Masfjordens kommun av Masfjordens socken i Nordhordlands prosteri i Bjørgvins stift.

## Bilder

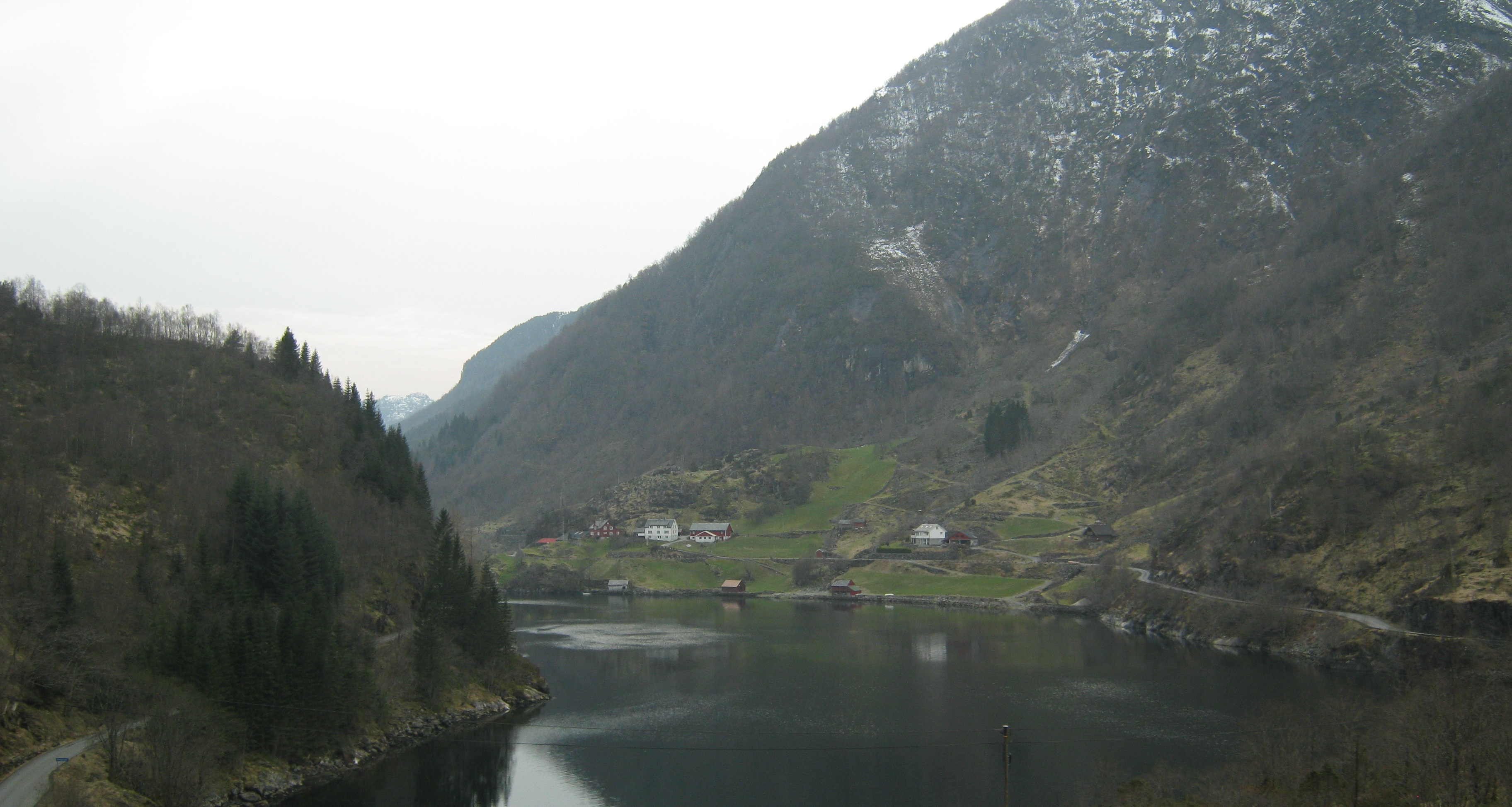
Haugsværfjorden.
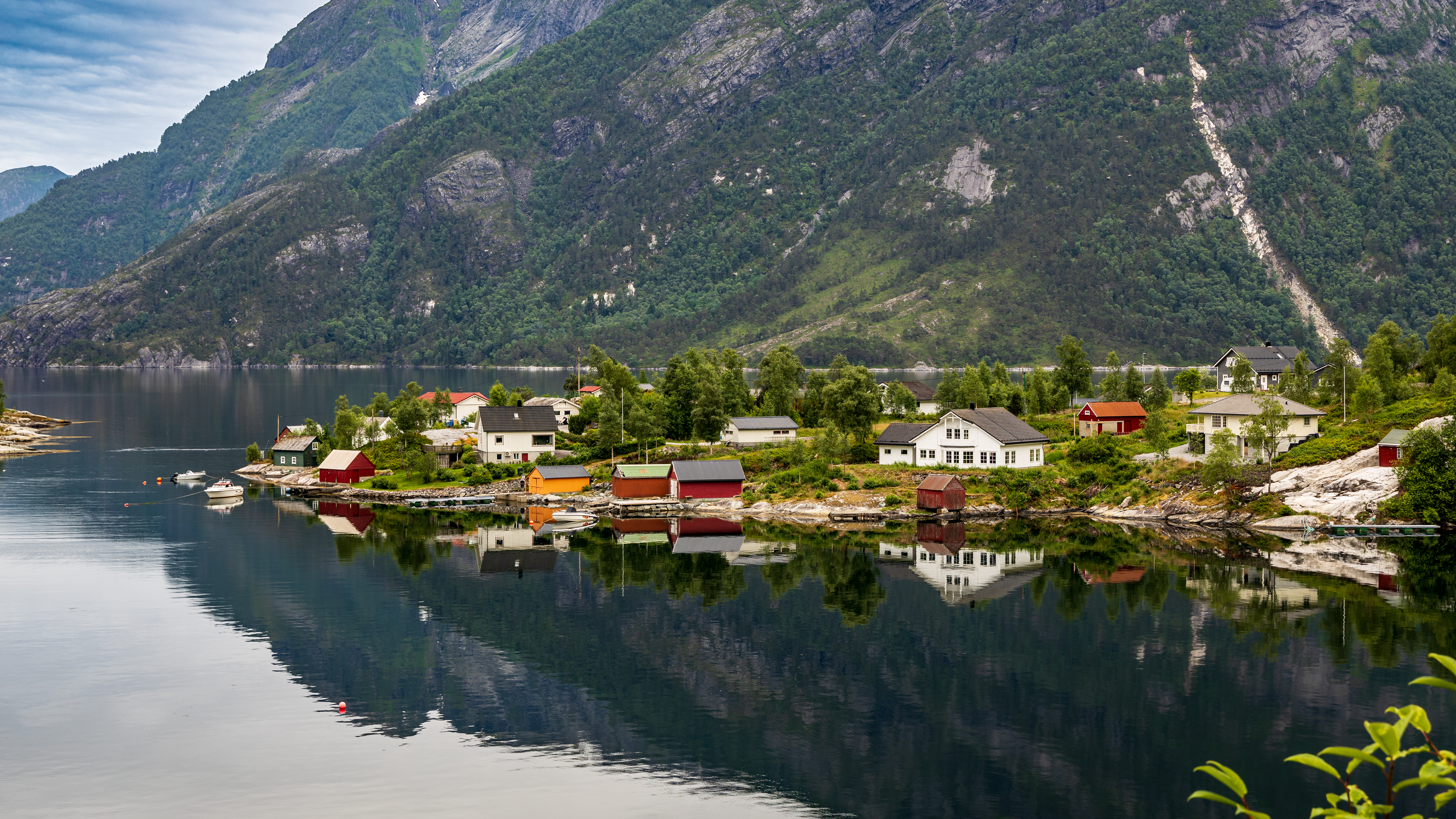
Solheim.